# 경막하출혈
경막하출혈(영어: subdural hematoma, SDH)은 외부 충격으로 인해 뇌를 둘러싸고 있는 경막 안쪽 뇌혈관이 터지면서 뇌와 뇌의 바깥쪽 경막 사이에 피가 고이는 질환을 말한다.

## 증상
- 두통
- 한쪽의 위약감
- 경련
- 언어장애
- 뇌전증 발작

## 같이 보기
- 뇌진탕
- 거미막밑출혈(지주막하 출혈)